# دارين امبروز
دارين امبروز (بالإنجليزية: Darren Ambrose)‏ (29 فبراير 1984 بهارلو في المملكة المتحدة - ) هو لاعب كرة قدم بريطاني في مركز الوسط. شارك مع منتخب إنجلترا تحت 20 سنة لكرة القدم ومنتخب إنجلترا تحت 21 سنة لكرة القدم. أما مع النوادي، فقد لعب مع إيبسويتش تاون وبرمنغهام سيتي وتشارلتون أثلتيك وكريستال بالاس وكولتشستر يونايتد ونادي أبولون سميرني ونيوكاسل يونايتد.

## وصلات خارجية
- دارين امبروز على موقع قاعدة بيانات كرة القدم.إي يو (الإنجليزية)
- دارين امبروز على موقع Soccerbase.com (لاعب) (الإنجليزية)
- دارين امبروز على موقع عالم كرة القدم.نت (الإنجليزية)